# Enter the Void
Enter the Void ist ein französischer Spielfilm aus dem Jahr 2009. Gaspar Noé schrieb das Drehbuch und führte Regie. Der deutsche Erscheinungstermin war der 26. August 2010.

## Handlung
Seit dem Unfalltod ihrer Eltern verbindet die amerikanischen Geschwister Oscar und Linda eine innige Beziehung und der Schwur, unter allen Umständen beisammenzubleiben. Sie wohnen in einem Apartment in Tokio; er handelt mit Drogen, sie arbeitet als Stripperin. Der Film wird zum größten Teil aus der Egoperspektive Oscars erzählt, Rückblenden in die Vergangenheit der beiden erfolgen aus der Außenperspektive.
Die Handlung setzt abends in der Tokioter Wohnung ein. Nachdem Linda diese verlassen hat, gibt sich Oscar einem halluzinogenen Trip hin, bis Victor ihn telefonisch unverzüglich zu einem Drogendeal in die Bar The Void (englisch: die Leere) bestellt. Alex, der spontan zu Besuch kommt, begleitet ihn. Unterwegs referiert dieser über das Tibetanische Totenbuch, einer buddhistischen Schrift zur Reinkarnation, und greift mit der Schilderung des Sterbevorgangs auf die kommenden Begebnisse vor.
In der Bar, die Oscar allein betritt, zeigt sich, dass er in eine Falle getappt ist. Nachdem er Victor begrüßt hat, stürmt die Polizei das Lokal. Oscar kann in eine Toilettenkabine fliehen, versucht aber vergeblich, die Drogen über die Wasserspülung zu entsorgen. Da die Beamten die Tür eintreten wollen, täuscht er vor, eine Schusswaffe bei sich zu haben und einzusetzen, falls man nicht von ihm abließe. Jene eröffnen daraufhin das Feuer, Oscar sinkt tödlich getroffen zu Boden.
Seine Seele verlässt den Körper und steigt empor – und damit auch die Egoperspektive. Da Faktoren wie Mauern und Schwerkraft nun keine Hindernisse mehr sind, ergeben sich ungewöhnliche Filmpassagen.
Dem Versprechen nachkommend, sie nie zu verlassen, begibt er sich auf die Suche nach Linda. Das Wandeln ohne Körper gewahrt er jedoch als albtraumhafte Dimension, in der die zeitliche Orientierung verschwimmt.
In Rückblicken wird nun durch kurze Sequenzen der Werdegang von Linda und Oscar dargelegt; Familienglück während der Kindheit; der Autounfall, den nur die Kinder überleben; der Schwur im Waisenhaus, immer für einander da zu sein und schließlich die Trennung der beiden, als Linda von Pflegeeltern übernommen wird.
Jahre später lebt Oscar als Kleindealer in Tokio und kann auch bald ein Flugticket bezahlen, um Linda zu sich zu holen. Hier bekommt sie hernach eine Anstellung als Animierdame bei Mario, den sie zuvor gemeinsam in dessen Nachtclub kennengelernt haben. Oscars Einzelhandel floriert. Als er aber seinen Geschäftsbereich auf Marios Bar ausdehnt, erteilt dieser ihm Hausverbot.
Außerdem findet Victor heraus, dass seine Mutter Sex mit Oscar hatte. Dies ist offenbar der Beweggrund für Victors Denunziation, die schließlich zur Schießerei mit Oscars Tod führt.
Linda wird schwanger und verliert ihre Stelle als Tänzerin. Sie lässt das Kind, das vermutlich von Mario stammt, abtreiben. Alex ist zunächst gezwungen, versteckt auf der Straße zu leben, nachdem Oscars Dealer Bruno den Drogenring sprengen lässt. Linda wünscht sich, dass sie sich lieber auf Alex anstatt Mario eingelassen hätte, so wie Oscar es sich gewünscht hätte. Linda wünscht sich, dass Oscar wieder leben würde. Oscars Leiche wird eingeäschert.
Victor beginnt einen Familienstreit, weil seine Mutter Sex mit seinem Freund Oscar hatte. Er wird daraufhin von zuhause rausgeworfen. Er stattet Linda einen Besuch ab, um sich für den Tod ihres Bruders zu entschuldigen. Als Victor jedoch Linda Vorwürfe der Mitschuld an Oscars Tod macht, bekommt sie einen Wutanfall und jagt Victor mit den Worten davon, dass er sich selbst umbringen solle.
Oscars Geist schwebt über Tokio und landet in einem Flugzeug. Darin befindet sich eine Mutter, die einen Säugling stillt, welchen sie Oscar nennt. Linda und Alex fahren mit einem Taxi zum Tokyo Love Hotel, wo sie miteinander Sex haben. Oscars Geist bewegt sich zwischen mehreren Räumen des Hotels, wo er viele andere Paare beobachten kann, welche Sex in verschiedenen Stellungen haben. Bei jedem Pärchen zucken Lichtblitze um ihre Geschlechtsteile. Es lässt sich ein inzestuöses Motiv erkennen, während Oscar den Sex aus Alex’ Perspektive beobachtet. Es erfolgt schließlich ein vaginoskopischer Blick in Lindas Vagina während des Geschlechtsaktes, daraufhin auch die Ejakulation und die Befruchtung der Eizelle. Später ist eine Geburt zu sehen. Der Film lässt offen, ob es sich dabei um Oscars eigene Geburt handelt oder ob Oscar durch Linda wiedergeboren wird.

## Kritiken
Daniel Kasman von theauteurs.com nennt den Film „kühn, aber leblos, vibrierend und grämlich“. Als „wahren Ausdauertest“ bezeichnet Eugene Hernandez von Indiewire den mehr als 160 Minuten langen Film, gesteht aber ein, dass Enter the Void ein faszinierendes cinematographisches Erlebnis und einer der verblüffendsten Filme überhaupt sei.
Mike Goodridge von Screen International bezeichnet Enter the Void als „wilden und halluzinatorischen Mindfuck für Erwachsene“, der das Zeug zu einem Kultfilm habe. Beim Neuchâtel International Fantastic Film Festival 2010 erhielt Enter the Void den Preis für den besten Film.

## Sonstiges
Die Idee zum Film kam dem Regisseur nach eigenen Aussagen, nachdem er sich die Raymond-Chandler-Verfilmung Die Dame im See (1947) von Robert Montgomery, die ebenfalls in subjektiven Einstellungen erzählt wird, unter Einfluss von Magic Mushrooms ansah.
Die Anfertigung der visuellen Effekte im Film dauerte eineinhalb Jahre in Zusammenarbeit mit der Firma BUF Compagnie. Eine Vorabversion wurde bei den Internationalen Filmfestspielen von Cannes 2009 gezeigt.

## Soundtrack
Noé bat zunächst das Daft-Punk-Mitglied Thomas Bangalter, der den Soundtrack für den Film Irreversible komponiert hatte, die Musik für Enter the Void zu produzieren. Bangalter war  jedoch mit der Arbeit an Tron: Legacy beschäftigt und musste ablehnen. Als Kompromiss stellte er Noé eine Anordnung von Umgebungsgeräuschen und Samples aus vorhandener experimenteller Musik zur Verfügung, aus der Noé das zusammenstellte, was er sich als "Strudel von Geräuschen" vorstellte. Bangalter wird im Abspann als „Sound Effects Director“ aufgeführt. Im Film wird von Bangalter der Song Désaccords verwendet, der ursprünglich für Irréversible komponiert wurde. Eine der Inspirationsquellen für den Soundtrack war laut Noé die Klangcollage Revolution 9 von den Beatles. Der Titelsong Freak stammt von der britischen Band LFO. Bei den gemeinsamen Szenen von Oscar und Linda ist häufig die Aufnahme von Johann Sebastian Bachs Air on the G String von Delia Derbyshire zu hören. Der Beginn von ANS der britischen Band Coil ist während Oscars DMT-„Trip“ zu hören. Der Song Hamburger Lady der britischen Band Throbbing Gristle ist zu hören, als Oscar versucht, Victor an der Bar mit Drogen zu beliefern. Der Soundtrack enthält insbesondere Auszüge aus fast allen Teilen der beiden Kompositionen von Jean-Claude Éloy, Shânti und Gaku-no-Michi. Weitere Songs auf dem Soundtrack sind Toshiya Tsunodas Music for Baby, Alvin Luciers Music for Gamelan Instruments, Microphones, Amplifiers and Loudspeakers sowie Werke von Denis Smalley, Lullatone und Zbigniew Karkowski. Unter anderem stammt der Soundtrack auch von Künstlern wie Carl Michael von Hausswolff und David Lumsdaine.